# Johann Bertram Brosy

Siegel des Johann Bertram Brosy

Johann Bertram Brosy (* um 1650; † 4. Juli 1722) war ein deutscher Gerichtsschreiber und später Verwalter des Amtes Bornefeld-Hückeswagen. Seit 1. Juli 1691 Kaiserlich Thurn und Taxis'scher Posthalter in Wermelskirchen. Gewählter Kollator der katholischen Kirche St. Michael in Wermelskirchen.

## Leben und Wirken
Im Jahr 1666 bei der Erbhuldigung des Amtes Bornefeld in Ostringhausen fungiert ein Mann namens Jacobus Brosius [Brosy latinisiert] als Schreiber und führt das Protokoll. Am 29. Dezember 1669 wird der Gerichtsschreiber des Amtes Bornefeld-Hückeswagen Jacobus Brosy genannt in den Kirchbüchern von Wermelskirchen bei der Heirat seiner Tochter Elisabeth. 1683 steht im Verzichtsbuch der Freiheit Hückeswagen auf dem Titelblatt: Damahls hat dem Gericht präsidieret [u. a.] als Gerichtsschreiber Jacobus Brosy.
Johann Bertram Brosy, Gerichtsschreiber, ist sehr wahrscheinlich der Sohn des o. g. Jacobus Brosy. Er erscheint urkundlich erstmals, als er im Matrikel der Universität Köln 1681 eingeschrieben ist. Am 19. Februar 1685 ist er schon im Amt und testiert eine Vereinbarung der Eheleute Johan Borner mit Eheleuten Jeliß König, wohnhaft in Venlo, über ein Stück Land an der Walkmühle in Hückeswagen.
1687, am 7. November, Johann Bertram Brosy, Gerichtsschreiber des Amt Bornefeld-Hückeswagen, verlobt mit Anna Christina Frentz (z. Zt. Burg Hambach [bei Düren]) erhält eine Dispens vom Aufgebot zur Heirat vom Kölner Generalvikar.
Im Jahre 1691, am 1. Juli, erhält der Gerichtsschreiber des Amtes Bornefeld, Johann Bertram Brosy von Eugenius Alexander Fürst von Thurn & Taxis das Patent zur Bedienung des Posthalteramtes zu Wermelskirchen. Dazu musste er mit Sicherheit eine Caution von bis zu 500 Talern stellen.
Er unterschrieb folgenden Vertrag:

„Demnach der hochgeborene Fürst und Herr Eugenius Alexander Fürst von Thurn & Taxis [etc.] dero Röm. Kais. Maj. Kämmerer, General-Obrist-Postmeister im Reich, denen Niederlanden, Burgund, mein gnädiger Herr, mich Johann Bertram Brosy zur Bedienung des Posthalteramtes zu Wermelskirchen zu verordnen und zu bestellen hies, gnädt. gefallen lassen, also gelobe und schwöre Ich in Kraft dieses, daß mich bei Bedienung gem. Posthalteramts so wohl in Übertragung der Ordinaryen, Staffetten und waß sonsten dergleichen seyn mag, mit aller treu aufrichtigkeit, glaube, gehorsams und fleiß verhalten: auch mit der von hochgem. meinem gnadt. Fürsten und Herrn mir zugesagter Besoldung mich befriedigen, so dann allen anderen ordonanyte Befehlen und Regulierung so allbereits gegeben oder aber muß künftig zu beßerer Bedienung mehr gem. Posthalteramtes gegeben werden mögten, und absonderlich allen den Jenigen in der von hochwohlgeb. Ihrer Hochfürstl. gndt. unterm 1. July dieses Jahrs datiert mir erteilten Patent begriffene Punkten in genero und in specie ohne einige Contravention oder Wiederstrebung conformieren, und alß lang dieselbe mich bey sothanem Amt zu continuieren geruhten solle und wolle. Als wahr mir Gott helfe und seine lieben Heiligen, Urkundt mit eigner Hand Unterschrift, Signatum Cöllen den 12 July 1691 Johann Bertram Brosy.“

Brosy schreibt einen Dankesbrief für die Ernennung zum Posthalter in Wermelskirchen:

„Hochgeborener Fürst, gnädigster Herr, daß Eur. Hochfürstl. gnaden, mir die gnadt getan, und den Posthaltersdienst zu Wermelskirchen gnädigst conferiert, und mich zum Posthalter vor unseren annehmen wollen, davor sage unterthänigsten Dank. Werde mich also auch mit gnaden des allerhöchsten befleißigen den mir auferlegten gehorsam, treu und fleiß möglichst zu adimplieren. Womit dann Eur. Hochfürstl. gnaden in Gott deß allmächtigen höchsten Schutz, mich aber zu dero beharlichen Fürstl. gnaden trewlichst empfehlen sollen. Eur. Hochfürstl. Durchl. Sigm. Cöllen den 12 July 1691.“

Am 19. Juli 1691 erstellte Brosy ein Verzeichnis der sechs Postritte, so der Posthalter zu tun schuldig ist, mit der Reklamation des Salariums [Bezahlung] mit der Begründung, dass es vorher nur zwei Ritte nach Gevelsberg und zwei nach Köln waren.
Im Jahre 1702, am 1. Dezember, Johann Bertram Brosy, Witwer, verlobt mit Anna Maria Mahlern (Beyenburg) erhält eine Dispens vom Aufgebot zur Heirat vom Kölner Generalvikar. Am 7. November 1718 wird der Johann Bertram Brosii zum Verwalter des Amtes Bornefeld-Hückeswagen als Vertretung des Amtmanns Freiherr von Nagel auf Nagelgaul und Haus Herl [bei K-Mülheim] bestellt.
Am 19. Juni 1722 starb die edle Anna Maria Eleonora Antonetta Brosy, [zweite] Frau des Herrn Johann Bertram Brosy, Amtsverwalter, begraben vor dem Altar. Nur wenige Tage später schreibt Pastor Bettinger ins Kirchenbuch: am 4. Juli 1722 starb und wurde begraben in unserer Kirche vor dem Altar auf der Epistelseite der edle Herr Johannes Bertram Brosii, Amtsverwalter in Bornefeld-Hückeswagen.
Der Sohn Johann Arnold Brosy führte die Ämter des Amtsverwalters, Gerichtsschreibers und Posthalters weiter. Am 13. Oktober 1726 tagt das Gericht in Wermelskirchen coram ihrer Kurfürstl. Durchl. Richter Herrn Mülheim und Herrn Amtsverwalter Brosy [jun.] 1727 heißt es in einer neu angelegten Gerichtsakte:
„Adjuvante Trino Junio Recht und Gerechtigkeit regiert die ganze Christenheit tuhe Recht und scheue niemand durch mich zeitlichem Gerichtsschreiber Johannen Arnolden Bertramus Brosy im Jan[uar] 1727 in Gottes namen angefangen Amen.“
1750, am 2. Dezember, das Schwaner Gut des Amtsverwalters Brosii ist mit 105 Taler Steuerrückstand behaftet, der Wert 2977 Tl [dieses entspricht etwa einem 1/2 Rittergut], es soll versteigert werden, ohne Erfolg. 1751, am 14. November , Ww Joh. Heinr. Höulgen verleiht der Ww Joh.Lutter 456 Rthl um die vom Amtsverwalter Brosii anerkaufte Wiese am Hoppekämpchen [a.d. Jörgensgasse] und den Anteil des Heinr. Kämpen Guts zu bezahlen.
Am 15. Februar 1775 Michael Fuchs, Helena Brosy, Posthalterin, errichten ein Pactum postnuptiale [Eheversprechen]. 1783, am 12. November, Posthalter Michael Fuchs, Helena Brosii leihen von Geheimrat Gumpech in Düsseldorf 350 Rthl auf das anerkaufte Schwaner Haus.
Am 1. März 1803 Joh.Plasberg [Posthalter?] verpfändet für 800 Rthl ein Gut auf der Eich, das er 1802 von der Witwe Brosii gekauft hat [das ist der heutige Eichhof]. Das Posthalteramt ging 1805 der Familie unter der Enkelin und deren Ehemann Michael Fuchs verloren.